# Де Хан, Аннемик
Аннемик Николин де Хан (нидерл. Annemiek Nicolien de Haan, род. 15 июля 1981) — голландская спортсменка, гребчиха, призёр кубка мира и чемпионата мира по академической гребле. Трёхкратный призёр летних Олимпийских игр 2004, 2008, 2012 годов.

## Биография
Аннемик де Хан родилась 15 июля 1981 года в городе Харен, провинция Гронинген. Профессиональную карьеру гребца начала с 1999 года. Состоит и тренируется в клубе «KGR De Hunze», Гронинген.
Первую в своей карьере олимпийскую награду де Хан заработала на Летних Олимпийских играх 2004 года в Афинах. В финальном заплыве восьмёрок голландские гребчихи уступили первенство соперницам из США (06:19.560 — 2е место) и Румынии (06:17.700 — 1е место).
Сборную Нидерландов по академической гребле на Летних Олимпийских играх 2008 года в Пекине де Хан представляла в дисциплине — восьмёрки. В финальном заплыве её команда с результатом 6:07.22 заняла второе место, уступив золотую награду соперницам из США (6:05.34).
На Летние Олимпийские игры 2012 года в Лондоне де Хан была заявлена в составе восьмёрок. Команда голландских гребцов пришли к финишу третьими (06:13.120), уступив соперницам из Канады (06:12.060 — 2е место) и США (06:10.590 — 1е место).